# Wrattige wolfsmelk
De wrattige wolfsmelk (Euphorbia verrucosa)  is een giftige, bladverliezende overblijvende plant uit de wolfsmelkfamilie (Euphorbiaceae). De soort komt van nature voor in Midden- en Zuid-Europa en is inheems in Wallonië. Het aantal chromosomen is 2n = 14.
De plant wordt 20-50 cm hoog en vormt een verticale wortelstok. De rechtopstaande stengel is in het onderste deel vaak roodachtig of paars getint. De 2-4 cm lange en 0,7-1,3 cm brede stengelbladeren zijn langwerpig-ovaal met een hele rand of fijn getand. Ze zijn ofwel vanaf het begin kaal, of ze worden na de bloei kaal.
De wrattige wolfsmelk bloeit vanaf mei tot in juli. De bloem is een cyathium (schijnbloem). De bloeiwijze is een scherm met vijf stralen. De bloeiwijzen zijn eerst drievoudig en vervolgens gevorkt vertakt. De kort gesteelde schutbladen (involucrum) zijn breed elliptisch met een versmalde basis en een min of meer stompe top. De geelachtige tot geelbruine, honingklieren zijn ovaal.
De vrucht is een 3-4 mm grote, driekluizige vrucht, die dicht bezet is met halfronde tot cilindrische wratten. De bruine, gladde zaden zijn eivormig en hebben een mierenbroodje.
- 1=wrattige wolfsmelk. Illustratie van Jacob Sturm

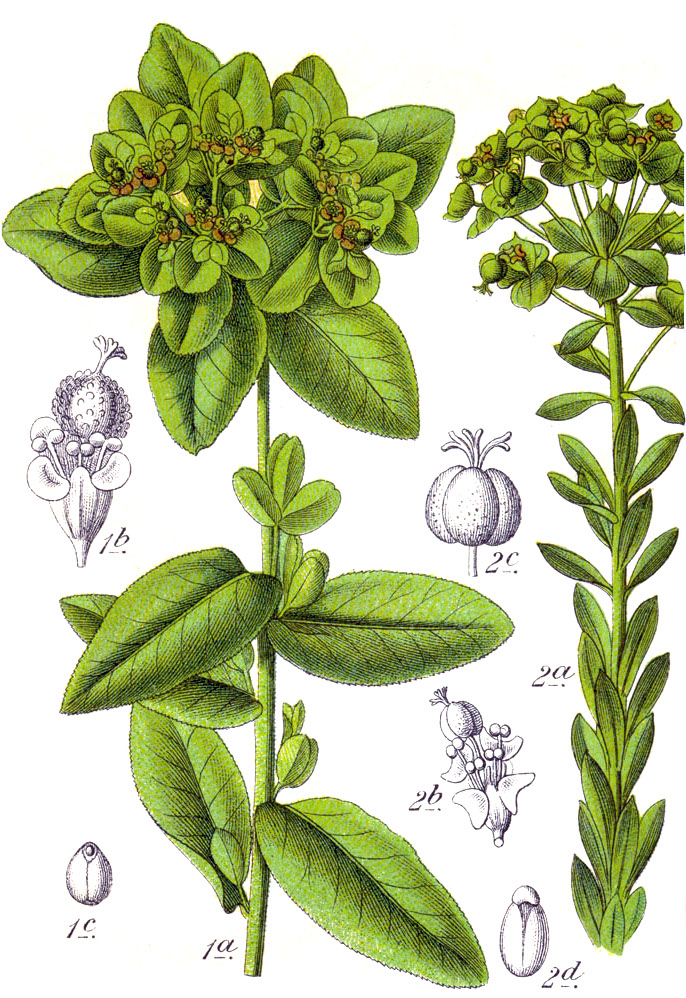
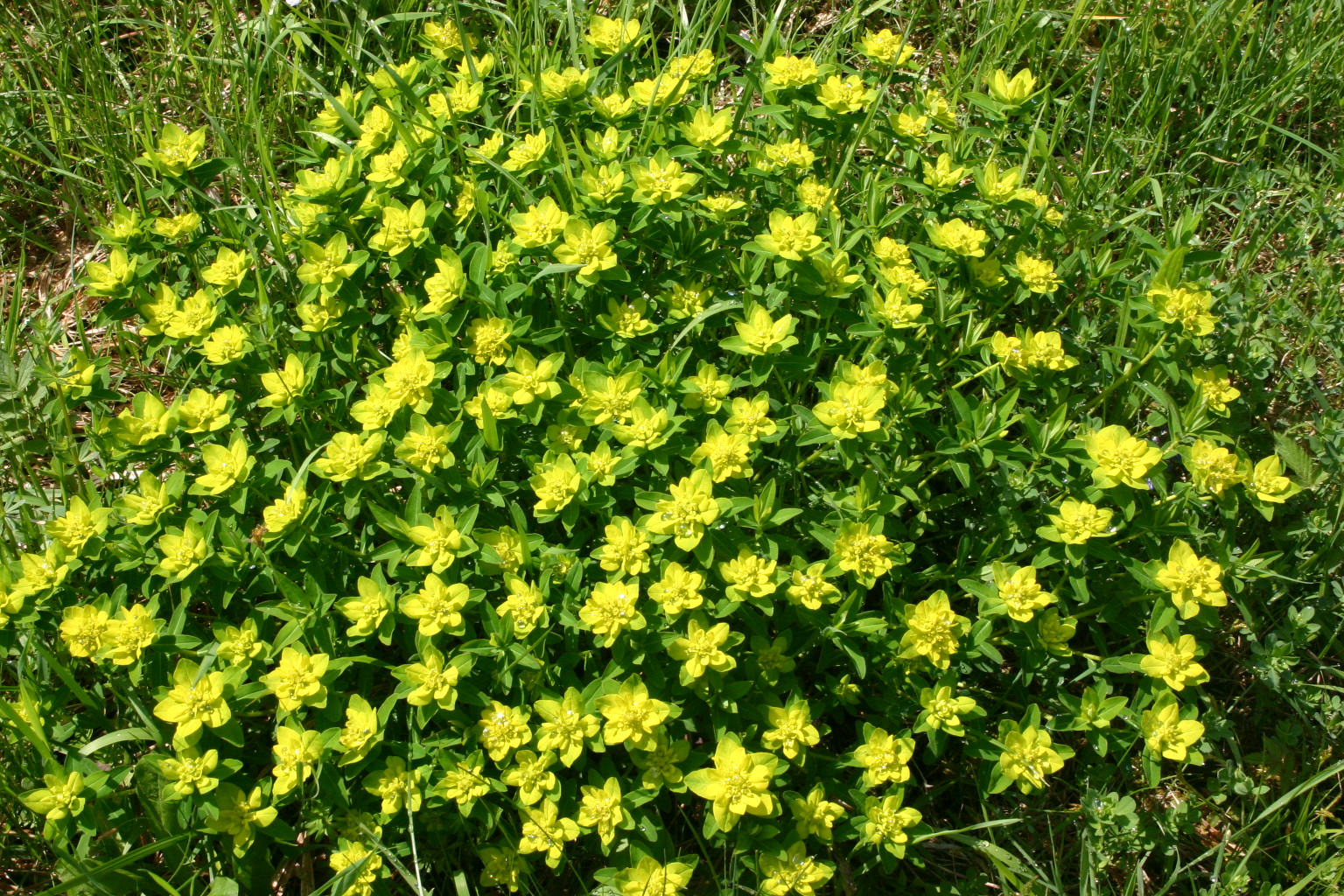
Plant
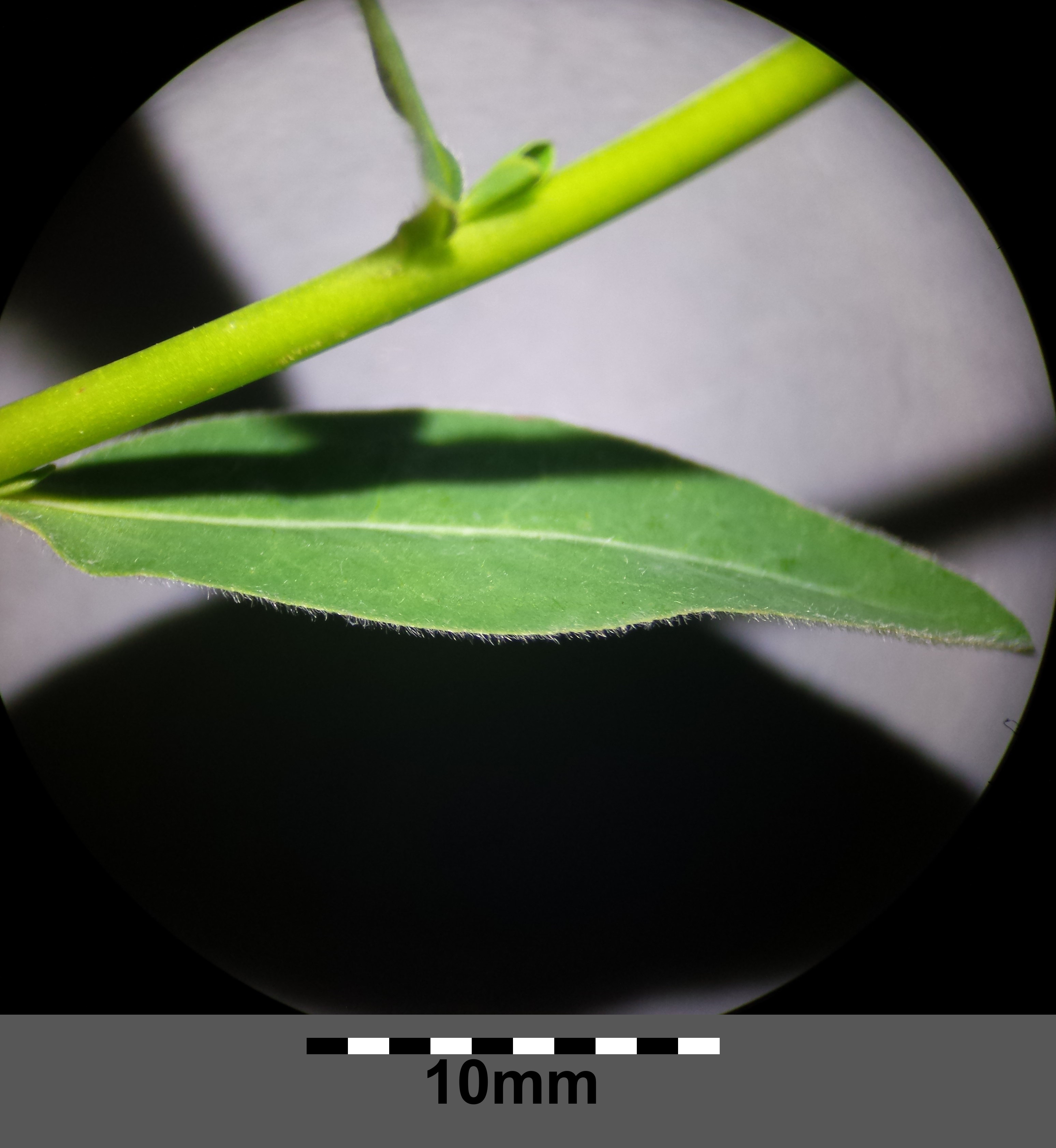
Stengelblad
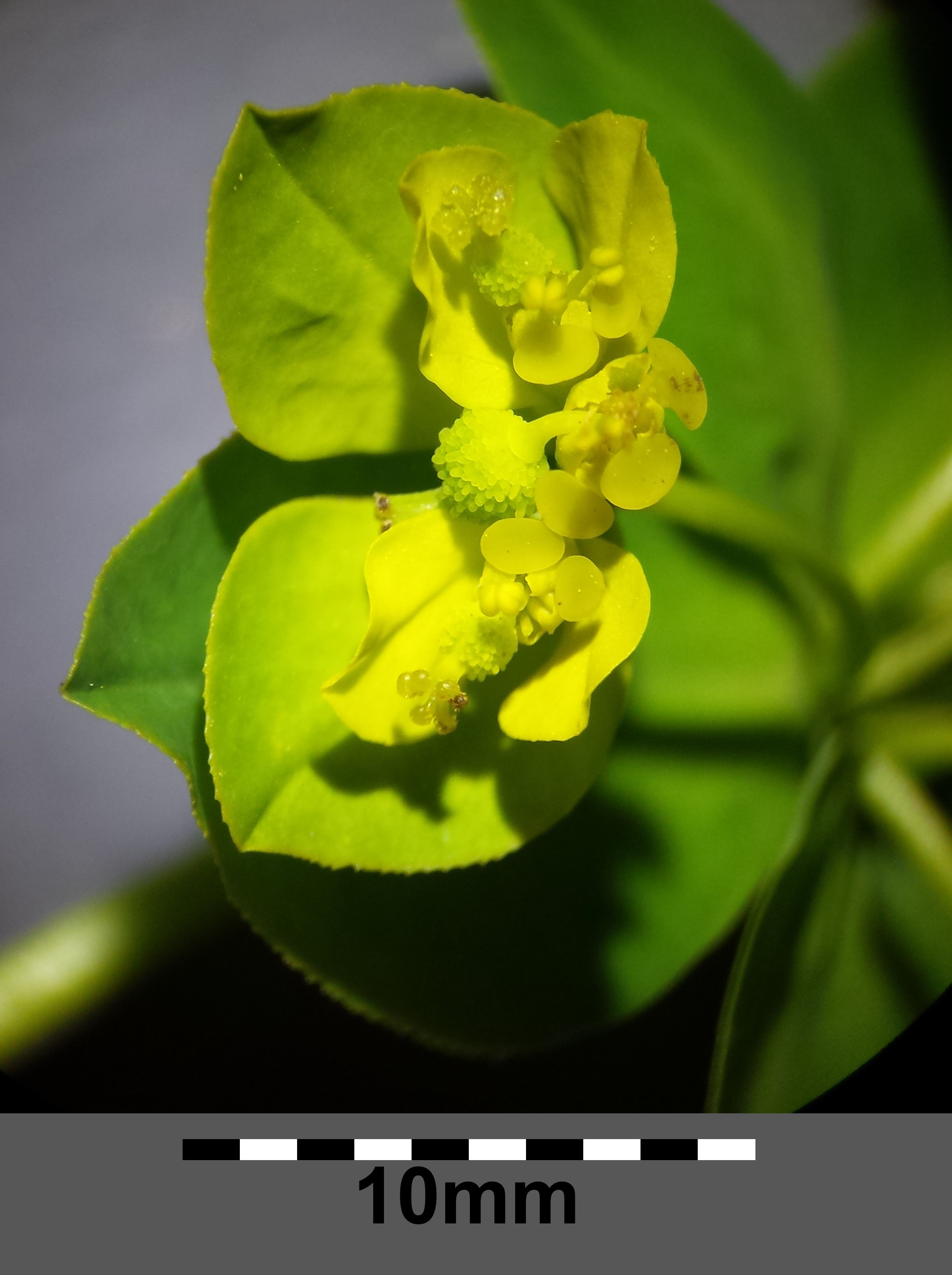
Bloem

De wrattige wolfsmelk komt voor op kalkrijke grond kalkgrasland, op lichte plaatsen in bossen, in struwelen en bermen.